# TTC9B
TTC9B (англ. Tetratricopeptide repeat domain 9B) – білок, який кодується однойменним геном, розташованим у людей на довгому плечі 19-ї хромосоми. Довжина поліпептидного ланцюга білка становить 239 амінокислот, а молекулярна маса — 25 932.
| 10         |  | 20         |  | 30         |  | 40         |  | 50         |
| ---------- |  | ---------- |  | ---------- |  | ---------- |  | ---------- |
| MQRGALSPVL |  | MLSAAPEPPP |  | RPPPALSPPG |  | SGPGSGSRHG |  | SARPGPTPEP |
| SGSLGAALDS |  | SLRAAVAFKA |  | EGQRCYREKK |  | FREAIGKYHR |  | ALLQLKAAQG |
| ARPSGLPAPA |  | PGPTSSPGPA |  | RLSEEQRRLV |  | ESTEVECYDS |  | LTACLLQSEL |
| VNYERVREYC |  | LKVLEKQQGN |  | FKATYRAGIA |  | FYHLGDYARA |  | LRYLQEARSR |
| EPTDTNVLRY |  | IQLTQLKMNR |  | CSLQREDSGA |  | GSQTRDVIG  |  |            |

A: Аланін

C: Цистеїн

D: Аспарагінова кислота

E: Глутамінова кислота

F: Фенілаланін

G: Гліцин

H: Гістидин

I: Ізолейцин

K: Лізин

L: Лейцин

M: Метіонін

N: Аспарагін

P: Пролін

Q: Глутамін

R: Аргінін

S: Серин

T: Треонін

V: Валін

Кодований геном білок за функцією належить до фосфопротеїнів. 
Задіяний у такому біологічному процесі, як альтернативний сплайсинг. 